# Manfred Klimek
Manfred Klimek (* 1962 in Wien) ist ein österreichischer Fotograf sowie Fotojournalist, Sachbuchautor, Kolumnist und Blogger in Wien.

## Leben und Wirken
Nach der Ausbildung zum Fotografen war Klimek bei der Zeitschrift Wiener als Fotograf angestellt. Seit 1982 beschäftigt er sich vor allem mit der Porträtfotografie bekannter Personen wie Birgit Minichmayr, Marcel Reich-Ranicki, Werner Herzog, Paulus Manker, Christoph Türcke, Woody Allen, Roy Scheider, Michel Houellebecq, Henri Levi, Patricia Highsmith, Gert Voss, Ignaz Kirchner, Elfriede Jelinek, Markus Lüpertz, Wim Wenders, Michael Schumacher, Gerhard Schröder, Rob Lowe, Roman Polański, Helmut Schmidt, Bernhard Minetti, Christoph Schlingensief, Jakob Arjouni, Bruno Ganz, uvm. Nach 1986 war er in Deutschland tätig, unter anderem als Fotograf bei der Tempo in Hamburg, dann beim Spiegel, Die Zeit und Stern. Weitere fotografische Arbeiten für internationale Medien erschienen in Gentlemen’s Quarterly, Vogue und The Sunday Times. Nebenbei ist er als freier Autor in gesellschaftlichen, gesellschaftspolitischen, kulinarischen und kulinarpolitischen Bereichen tätig.
Als Theaterfotograf begleitete er die Theaterinszenierungen des österreichischen Regisseurs und Schauspielers Paulus Manker: Weiningers Nacht (Volkstheater Wien, 1988), Liliom (Burgtheater Wien, 1993), Der Vater (Wiener Festwochen, 1995), Die Dreigroschenoper (Burgtheater Wien, 1996), Alma (Wiener Festwochen, 1996), F@lco - A Cybershow (Ronacher Wien, 2000).
Von 1998 bis 2003 leitete er die Fotoredaktion des österreichischen Nachrichtenmagazins profil und lehrte 2000–2003 als Dozent am MAZ – Die Schweizer Journalistenschule (heute: MAZ – Institut für Journalismus und Kommunikation) in Luzern. Er eignete sich Kenntnisse über Weinsprache, Önologie als Autodidakt an, wurde zum Weinconnaisseur und veröffentlichte einschlägige Artikel in einigen Magazinen und Zeitschriften wie Vinum, Falstaff, Der Feinschmecker und Mixology. Klimek debütierte im Jahr 1999 mit dem Buch Das edle Kochen. Die euro-asiatische Küche und wirkte seit 2005 als Mitautor und Food-Fotograf bei Sachbüchern zum Thema Essen und Trinken mit.
Im Jahr 1999 gründete er gemeinsam mit dem Journalisten Stefan Klasmann und dem Önologen Andrea di Mario das Weingut Fattoria Kappa in Bolgheri, das jedoch mittlerweile nicht mehr mit ihm in dieser Form existiert. Er war freier Autor der Wochenzeitung Die Zeit der Internetplattform Vice, des Wirtschaftsmagazins brand eins und der Welt am Sonntag. Im Jahr 2005 begleitete er Joschka Fischer zehn Tage beim Wahlkampf.
Gemeinsam mit Marcus Johst gründete er Ende 2009 in Berlin das Weinblog Captain Cork und war von 2009 bis Anfang 2014 dessen Chefredakteur. Im Jahr 2009 schrieb er das Konzept des Dokumentarfilms Out of Control über Udo Proksch und führte Regie bei einigen Interviews.
Im Mai 2015 gründete er die journalistische Weinplattform thewineparty.de, die Stuart Pigott als ernsthaften Kandidaten für „Die beste Weinpublikation in deutscher Sprache“ empfahl. Nach vielen Ruhezeiten gegen Ende 2015 gab er das Blog Anfang 2016 auf. 
Seit der Erstausgabe im Herbst 2015 bis Januar 2019 war er als Chefredakteur des Weinmagazins Schluck tätig. Von April bis Oktober 2019 – während der Ibiza-Affäre und den Neuwahlen in Österreich – war Klimek außenpolitischer Korrespondent der WELT in Wien. Klimek schreibt seit 2020 regelmäßig im Feuilleton der Wiener Zeitung.
Klimek spricht öffentlich über seine Drogensucht und seine dadurch ausgelöste dissoziative Identitätsstörung. 2012 musste er nach einer Überdosis Ecstasy bzw. MDMA im Krankenhaus intensivmedizinisch behandelt werden; dies hat er in einem Zeitungsartikel aufgearbeitet.
2022 drehte Klimek mit seinem Regiepartner Walter Gröbchen eine vom ORF beauftragte Dokumentation über den österreichischen Liedermacher und Popsänger Wolfgang Ambros.
In Wien fand 2023 eine Werkschau seiner Fotografien statt.

## Bücher (Auswahl)
Mitwirkung als Autor:
- mit Rainer Balcerowiak: Captain Cork. Gräfe und Unzer, München 2013, ISBN 978-3-8338-3585-8.

Mitwirkung als Fotograf:
- mit Rudolf Novak: Grafenegg. Klang trifft Kulisse. Residenz Verlag, Wien 2013, ISBN 978-3-7017-3313-2.

Mitwirkung als Food-Fotograf:
- mit Christian Seiler (Hrsg.): Das edle Kochen. Die euro-asiatische Küche. Czernin Verlag, Wien 1999, ISBN 3-7076-0008-4.
- mit Wolfram Siebeck, Wolfgang Lechner (Hrsg.): Deutsche Klassiker. 10 Spitzenköche zu Gast. Hölker Verlag, Münster 2005, ISBN 3-88117-696-9.
- mit Andreas Döllerer, Christian Grünwald (Hrsg.): Das neue Heimat-Kochbuch. Salzburger Traditionsgerichte und moderne Avantgarde-Küche. D + R Verlag, Wien 2007, ISBN 978-3-902469-12-0.
- mit Heinz Hanner, Christian Grünwald (Hrsg.): Hanners Gourmet-ABC. Ein À-la-carte-Kochbuch. D + R Verlag, Wien 2006, ISBN 3-902469-07-2.
- mit Andreas Wojta, Luzia Ellert, Christian Grünwald (Hrsg.): Meine Wiener Küche. D + R Verlag, Wien 2007, ISBN 978-3-902469-11-3.
- mit Toni Mörwald, Herbert Hacker: Gemüse. Die besten Rezepte zum Verwöhnen. Studienverlag-Löwenzahn, Innsbruck 2011, ISBN 978-3-7066-2491-6.